# Bill Whitehouse
Bill Whitehouse, britanski dirkač Formule 1, * 1. april 1909, Plumstead, Anglija, Združeno kraljestvo, † 14. julij, 1957, Reims, Francija.
Bill Whitehouse je pokojni britanski dirkač Formule 1.  V svoji karieri je nastopil le na domači dirki za Veliko nagrado Velike Britanije v sezoni 1954, ko je z dirkalnikom Connaught Type A odstopil zaradi napake na sistemu za dovajanje goriva. Leta 1957 se je smrtno ponesrečil na dirki Formule 2 na francoskem dirkališču Reims-Gueux.

## Popolni rezultati Formule 1
(legenda) (odebeljene dirke pomenijo najboljši štartni položaj, poševne pa najhitrejši krog, †-uvrščen kljub odstopu)
| Leto | Moštvo          | Šasija           | Motor                  | 1   | 2   | 3   | 4   | 5      | 6   | 7   | 8   | 9   | Prv | Toč |
| ---- | --------------- | ---------------- | ---------------------- | --- | --- | --- | --- | ------ | --- | --- | --- | --- | --- | --- |
| 1954 | Bill Whitehouse | Connaught Type A | Lea-Francis Straight-4 | ARG | 500 | BEL | FRA | VB Ret | NEM | ŠVI | ITA | ŠPA | -   | 0   |